# 11899 Weill
11899 Weill è un asteroide della fascia principale. Scoperto nel 1991, presenta un'orbita caratterizzata da un semiasse maggiore pari a 3,1731716 UA e da un'eccentricità di 0,0256666, inclinata di 9,76309° rispetto all'eclittica.